# Euderces
Euderces is een kevergeslacht uit de familie van de boktorren (Cerambycidae). De wetenschappelijke naam van het geslacht werd voor het eerst geldig gepubliceerd in 1850 door LeConte.

## Soorten
Euderces omvat de volgende soorten:
- Euderces acutipennis Bates, 1885
- Euderces andersoni Giesbert & Chemsak, 1997
- Euderces aspericollis (Chemsak, 1969)
- Euderces auricaudus Giesbert & Chemsak, 1997
- Euderces azureus Giesbert & Chemsak, 1997
- Euderces basimaculatus Giesbert & Chemsak, 1997
- Euderces batesi Giesbert & Chemsak, 1997
- Euderces bellus Giesbert & Chemsak, 1997
- Euderces bicinctus (Linsley, 1935)
- Euderces biplagiatus Giesbert & Chemsak, 1997
- Euderces boucardi (Chevrolat, 1862)
- Euderces brailovskyi Giesbert & Chemsak, 1997
- Euderces cleriformis (Bates, 1885)
- Euderces cribellatus (Bates, 1885)
- Euderces cribripennis Bates, 1892
- Euderces dilutus Martins, 1975
- Euderces dimidiatipennis (Melzer, 1932)
- Euderces disparicrus Giesbert & Chemsak, 1997
- Euderces elachys Martins & Galileo, 2013
- Euderces elvirae Giesbert & Chemsak, 1997
- Euderces grossistriatus Giesbert & Chemsak, 1997
- Euderces guatemalenus Giesbert & Chemsak, 1997
- Euderces guerinii (Chevrolat, 1862)
- Euderces hoegei (Bates, 1885)
- Euderces howdeni Chemsak, 1969
- Euderces laevicauda Bates, 1885
- Euderces linsleyi Giesbert & Chemsak, 1997
- Euderces longicollis (Linsley, 1935)
- Euderces magnus (Bates, 1885)
- Euderces nelsoni Chemsak, 1969
- Euderces noguerai Giesbert & Chemsak, 1997
- Euderces obliquefasciatus Giesbert & Chemsak, 1997
- Euderces parallelus LeConte, 1873
- Euderces paraposticus Giesbert & Chemsak, 1997
- Euderces perplexus Giesbert & Chemsak, 1997
- Euderces picipes (Fabricius, 1787)
- Euderces pini (Olivier, 1795)
- Euderces posticus (Pascoe, 1866)
- Euderces postipallidus Giesbert & Chemsak, 1997
- Euderces propinquus Giesbert & Chemsak, 1997
- Euderces proximus Giesbert & Chemsak, 1997
- Euderces pulcher (Bates, 1874)
- Euderces pusillus Giesbert & Chemsak, 1997
- Euderces reichei LeConte, 1873
- Euderces reticulatus (Bates, 1885)
- Euderces rubellus (Bates, 1885)
- Euderces sculpticollis (Bates, 1885)
- Euderces spinicornis (Chevrolat, 1835)
- Euderces succinus Giesbert & Chemsak, 1997
- Euderces tibialis Giesbert & Chemsak, 1997
- Euderces turnbowi Giesbert & Chemsak, 1997
- Euderces velutinus (Fisher, 1931)
- Euderces venezuelensis Giesbert & Chemsak, 1997
- Euderces waltli (Chevrolat, 1862)
- Euderces wappesi Giesbert & Chemsak, 1997
- Euderces westcotti Hovore, 1988
- Euderces yucatecus (Bates, 1892)